# Gallegos de Huebra
Gallegos de Huebra es una entidad de población española del municipio de San Muñoz, perteneciente a la provincia de Salamanca, en la comunidad autónoma de Castilla y León.

## Historia
Hacia mediados del siglo XIX, el lugar, por entonces referido como una alquería agregada a San Muñoz, tenía contabilizada una población de catorce habitantes. Aparece descrito en el octavo volumen del Diccionario geográfico-estadístico-histórico de España y sus posesiones de Ultramar de Pascual Madoz con las siguientes palabras:

GALLEGOS DE HUEBRA: alq. agregada al ayunt. de San Muñoz (1 1/4 leg.), en la prov. y dióc. de Salamanca, part. jud. de Sequeros. sit. en un llano algo inclinado hácia el Huebra del que dista al N. unos 300 pasos. Se estiende de N. á S. 1/2 leg. y de E. á O. poco mas de 1/4. Tiene 4 malas casas escepto la del marqués de Gallegos señor de este punto, y una pequeña igl. anejo de la de Anaya de Huebra servida por un ecónomo. El terreno es flojo y tenaz, cubierto de guijarros y todo de secano con un monte de encina que abraza todo el térm. el cual confina por N. con La Sagrada; E. Anaya de Huebra; S. Cerbandez, y O. Agustines. prod.: algunos cereales y sus pastos los aprovecha el ganado lanar, vacuno, cabrio y de cerda. pobl.: 3 vec., 14 alm. Contribuye con su ayunt.
(Madoz, 1847, p. 281)

En 2022, tenía empadronados tres habitantes.